# Dressed to Kill (1946)
Dressed to Kill ou Sherlock Holmes in Dressed To Kill (Brasil: Melodia Fatal  é um filme estadunidense de 1946, do gênero policial, dirigido por Roy William Neill. 
Foi o último filme da dupla Basil Rathbone e Nigel Bruce interpretando os célebres personagens Sherlock Holmes e Doutor Watson. Roteiro de Frank Gruber e Leonard Lee, adaptado das histórias de Arthur Conan Doyle.

## Elenco principal
- Basil Rathbone...Sherlock Holmes
- Nigel Bruce...Dr. John H. Watson
- Patricia Morison...Senhora Hilda Courtney
- Edmund Breon..."Stinky" Emery
- Frederick Worlock...Coronel Cavanaugh
- Carl Harbord...Inspetor Hopkins
- Patricia Cameron...Evelyn Clifford

## Sinopse
Um criminoso da Prisão de Dartmoor cumpre pena fabricando peças de artesanato. Três de suas peças, caixinhas de música que tocam variações da canção "The Swagman", vão à leilão e são vendidas para três diferentes pessoas. O coronel Cavanaugh chega tarde e ao saber que as caixinhas tinham sido adquiridas, pede o endereço dos compradores.
Pouco tempo depois, um amigo do Doutor Watson, "Stinky" ("Fedorento") Emery, faz-lhe uma visita. Ele conta ao doutor e a Sherlock Holmes que uma das peças de sua coleção foi roubada: uma caixinha de música que havia comprado no exterior. Ele estranha que o ladrão não se interessara por outras mais valiosas que estavam no local. E que a caixinha roubada se parecia muito com uma que ele acabara de adquirir num leilão. Sherlock lhe avisa para tomar precauções mas Stinky não se preocupa pois suas peças estão no seguro. 
Quando Stinky aparece assassinado, Sherlock não demora muito para deduzir que, por alguma razão misteriosa, os criminosos estão atrás das caixinhas de música leiloadas. E que os outros dois compradores correm grande perigo.